# Фокина, Анна
Анна Фокина (род. в Минске) — прима-балерина Большого театра оперы и балета Республики Беларусь, обладательница медали Франциска Скорины.

## Биография
Анна Фокина родилась в Минске. Получила образование в Белорусском государственном хореографическом колледже. в 2002 году стала выпускницей кафедры режиссуры балета Санкт-Петербургской консерватории им. Римского-Корсакова, мастерская Н. А. Долгушина.
С 1996 по 2002 год была солисткой государственного театра оперы и балета Санкт-Петербургской консерватории. В 2002 году стала солисткой Академического театра оперы и балета им. Мусорского в Санкт-Петербурге. Во время работы в Михайловском театре и в театре оперы и балета Санкт-Петербургской консерватории, она исполнила партии Одетты-Одиллии, па-де-труа в «Лебедином озере», Аврору и Принцессу Флорину в «Спящей красавице», Джульетту в «Ромео и Джульетта», Сильфиду в «Сильфиде», Фею Драже в «Щелкунчике» в хореографии Л. Иванова и Машу в «Щелкунчике» в хореографии Н. Боярчикова, Мирту в «Жизеле», Гюльнару в «Корсаре», Кармен в «Кармен-сюите», Полигимнию в «Аполлоне Мусагете», Армиду в «Повильоне Армиды» и Повелительницу дриад в «Дон Кихоте».
В 2008 году начала работать в качестве солистки Национального академического Большого театра оперы и балета Республики Беларусь.
Ездила на гастроли в Германию, Италию, США, Японию, Южную Корею, Литву, Польшу, Югославию, Германию, Финляндию, Италию, Швейцарию, Канаду.
В 2014 году стала обладательницей медали Франциска Скорины.
Преподаватель хореографического колледжа в Минске.

## Репертуар
Репертуар Анны Фокиной: партия Жизель, Мирты и Батильды в балете «Жизель», Гамзатти в «Баядерке», Марии, Заремы в «Бахчисарайском фонтане», Джульетты в «Ромео и Джульетта», принцессы Флорины, феи Сирени в «Спящей красавице», Белоснежки в балете «Белоснежка и семь гномов», Злюки в «Золушке», Магнолии в «Чиполлино», Флер де Лис в «Эсмеральде», Сильфиды, Эффи в «Сильфиде», Царевны в «Жар-птице», Возлюбленной в «Кармина Бурана», Изольды в «Тристане и Изольде», Хасинты в «Лауренсии», Трио в «Баядерке», Вальс в «Серенаде», Девушки в опере «Паяцы», Гюльнары в «Корсаре», Дульцинеи в «Дон Кихоте», Вариации в «Пахите», Байджан в «Любовь и смерть», Па-де-труа в «Лебедином озере», Французский танец в «Щелкунчике», 7-й вальс, Прелюд, 11-й вальс, Мазурка в «Шопениане».